# Kostel Povýšení svatého Kříže (Děčín)
Kostel Povýšení svatého Kříže v Děčíně (něm. Tetschen Decanal Kirche) je římskokatolický děkanský kostel v ulici pojmenované podle zasvěcení kostela Křížová nedaleko děčínského zámku. Raně barokní kostel z konce 17. století je farním kostelem Římskokatolické farnosti – děkanství Děčín I. Od 3. května 1958 je chráněn jako nemovitá kulturní památka.

## Historie

### Legenda
V 15. století dal tehdejší majitel děčínského panství Janek z Vartenberka postavit nedaleko odtud, za východní městskou branou, malý kostelík zasvěcený svatému Kříži. Ten byl písemně připomínán roku 1530.
O jeho původu vypráví děčínská pověst: Majitel panství, pán z Vartenberka prý jednou cestoval se svou rodinou v kočáře přes blízké pohoří, když v tom se koně splašili a cestujícím hrozilo nebezpečí zřícení do propasti. Náhle se však koně zastavili v lese před křížem. Všichni byli zachráněni a pán z Vartenberka dal přenést onen kříž do Děčína. Zde pro něj postavil malý kostel a dřevo tohoto kříže mělo být zasazeno i do barokního oltáře, na němž dosud spočívá barokní socha Ukřižovaného Krista.

### Výstavba

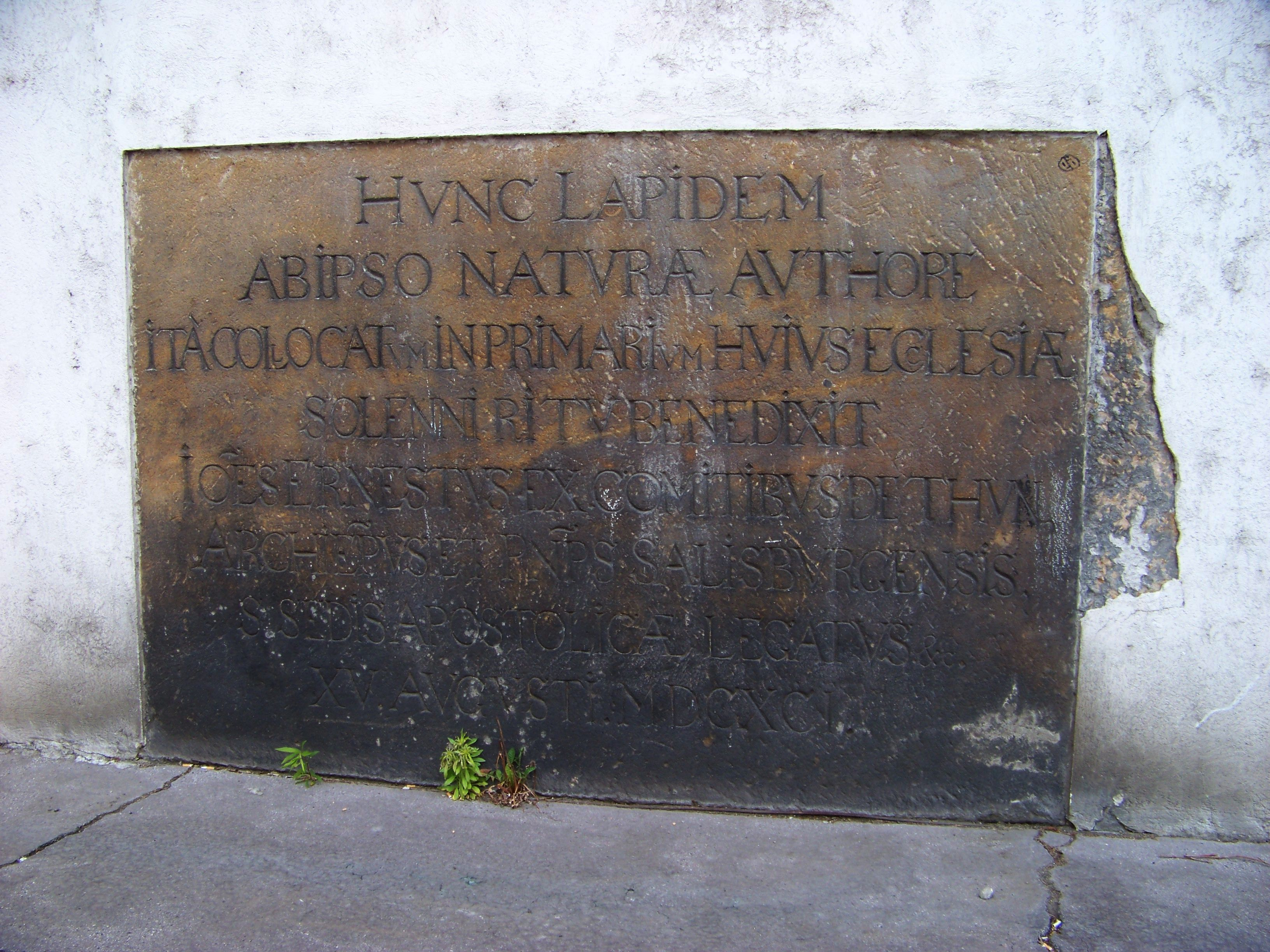
Základní kámen děčínského kostela

Současný kostel Povýšení sv. Kříže pochází ze druhé poloviny 17. století a původně měl být reprezentativním zámeckým chrámem. Hrabě Maxmilián z Thun-Hohensteinu (1638–1701) zakoupil tři měšťanské domy, které dal zbourat a na takto vzniklém prostranství začal v roce 1665 stavět tento kostel, jehož stavba byla dokončena roku 1691, kdy panství vlastnil hrabě a salcburský kníže-arcibiskup, Jan Arnošt z Thun-Hohenštejna.

Základní kámen kostela – pískovcový balvan, vyčnívající do výše dvou metrů ze skalního podloží, lze spatřit ve východní obvodové stěně stavby. Je na něm latinský nápis, který byl posvěcen až po vysvěcení hotové stavby, jenž v překladu znamená: 
| „ | Základní kámen tohoto chrámu položený samotným stvořitelem přírody slavnostně posvětil 15. srpna 1691 Johann Ernst hrabě z Thunu, arcibiskup – kníže salcburský, legát svatého Stolce atd. | “ |

### Požár roku 1749
V roce 1749 zachvátil celé město obrovský požár, který poškodil výzdobu tohoto kostela i farního kostela sv. Václava a Blažeje. V kostele Povýšení svatého Kříže shořela mimo jiné výzdoba postranních oltářů, jež byla později poskládána z různých zdrojů do současné podoby. Některé části vybavení byly přeneseny z farního kostela sv. Václava a Blažeje, neboť ten byl poškozen daleko více, takže už nemohl plnit funkci farního kostela. Nejen předměty, ale i farnost byla přenesena do zámeckého kostela sv. Kříže. Od roku 1826 plní tento kostel funkci farního kostela.

### Sté výročí kostela v roce 1791
Ke stému výročí posvěcení kostela v roce 1791 pověřil hrabě Václav Josef z Thun-Hohensteinu (1737–1796) bývalého jezuitského bratra, malíře Josefa Kramolína, aby vyzdobil interiér freskami. Pro sjednocení plochy stěny za hlavním oltářem bylo zazděno okno. Fresky v presbytáři se vztahují k ukřižování Ježíše Krista. Kruhová freska v kupoli chrámu zobrazující Nalezení sv. Kříže císařovnou sv. Helenou obsahuje celkem 150 postav. Fresky na dvou travé klenby hlavní lodí zobrazují Nesení sv. Kříže a Povýšení sv. Kříže.

### Majetkové vypořádání
Dne 14. září 1991 došlo k podpisu Deklaračních listin o společném užívání chrámu Povýšení sv. Kříže mezi městem Děčín a Římskokatolickou církví. Listiny při slavnostní pontifikální mši podepsali děčínský starosta ing. Zdeněk Kropáček, Diecézní biskup Mons. Josef Koukl, kníže Franz Thun-Hohenstein a Pavel Jančík, farář. Při slavnostní bohoslužbě zazněla Mozartova Korunovační mše v provedení Děčínského pěveckého sboru, Děčínského pěveckého orchestru a varhaníka Hanse Laua pod taktovkou prof. Josefa Waldmanna. Jedním z koncelebrantů byl i P. Ludwig Štégl, syn známého děčínského malíře – krajináře. Tímto aktem se mohly rozeběhnout stavební práce na značně zanedbaném objektu kostela – střecha, kopule, fasáda, okolí. Kostel a přilehlá kaple Panny Marie Sněžné, včetně vnitřního vybavení, zůstávají v majetku města Děčína.
Duchovní správci kostela jsou uvedeni na stránce: Římskokatolická farnost – děkanství Děčín I.

## Architektura

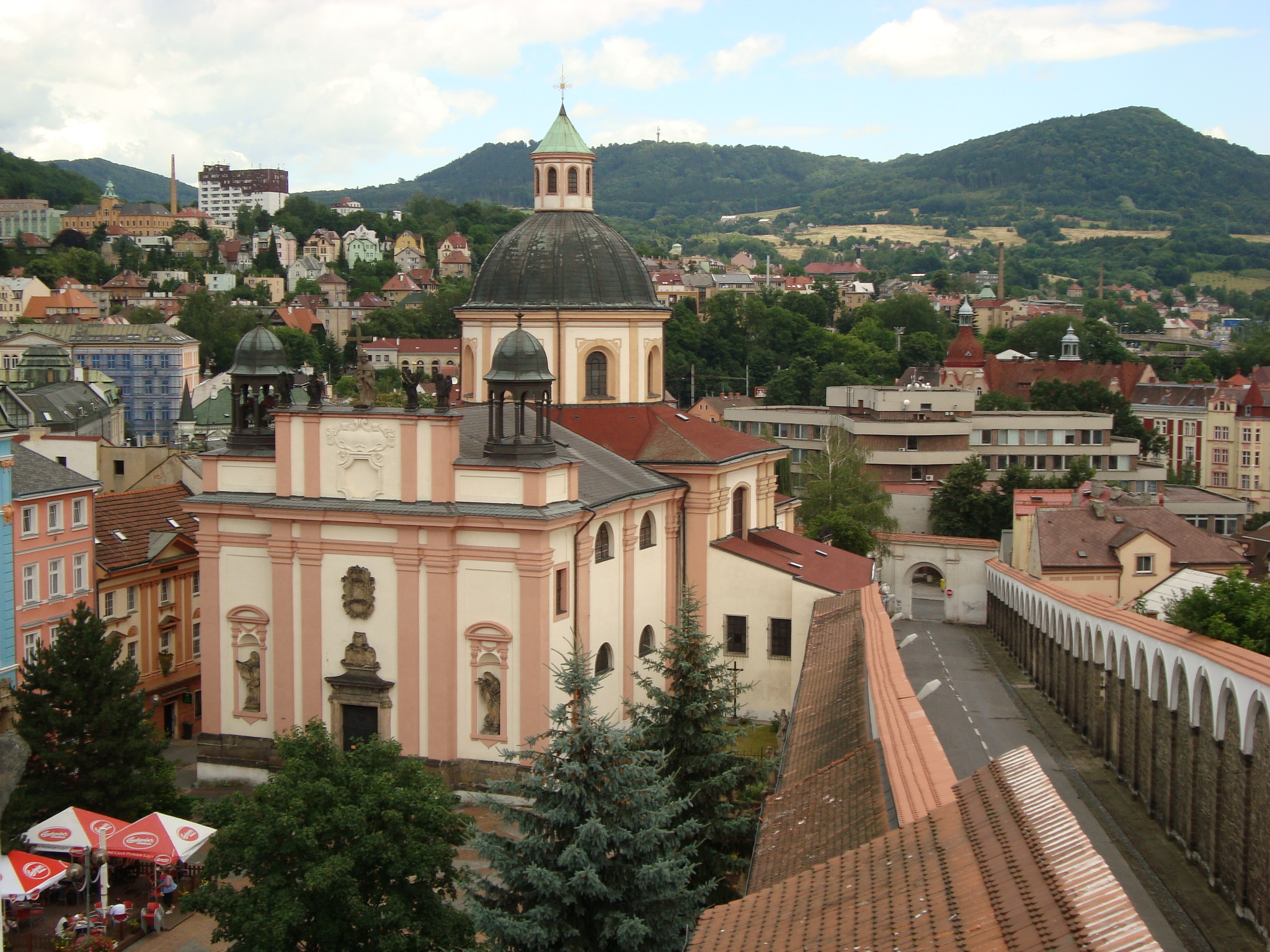
Kostel Povýšení sv. Kříže z Růžové zahrady

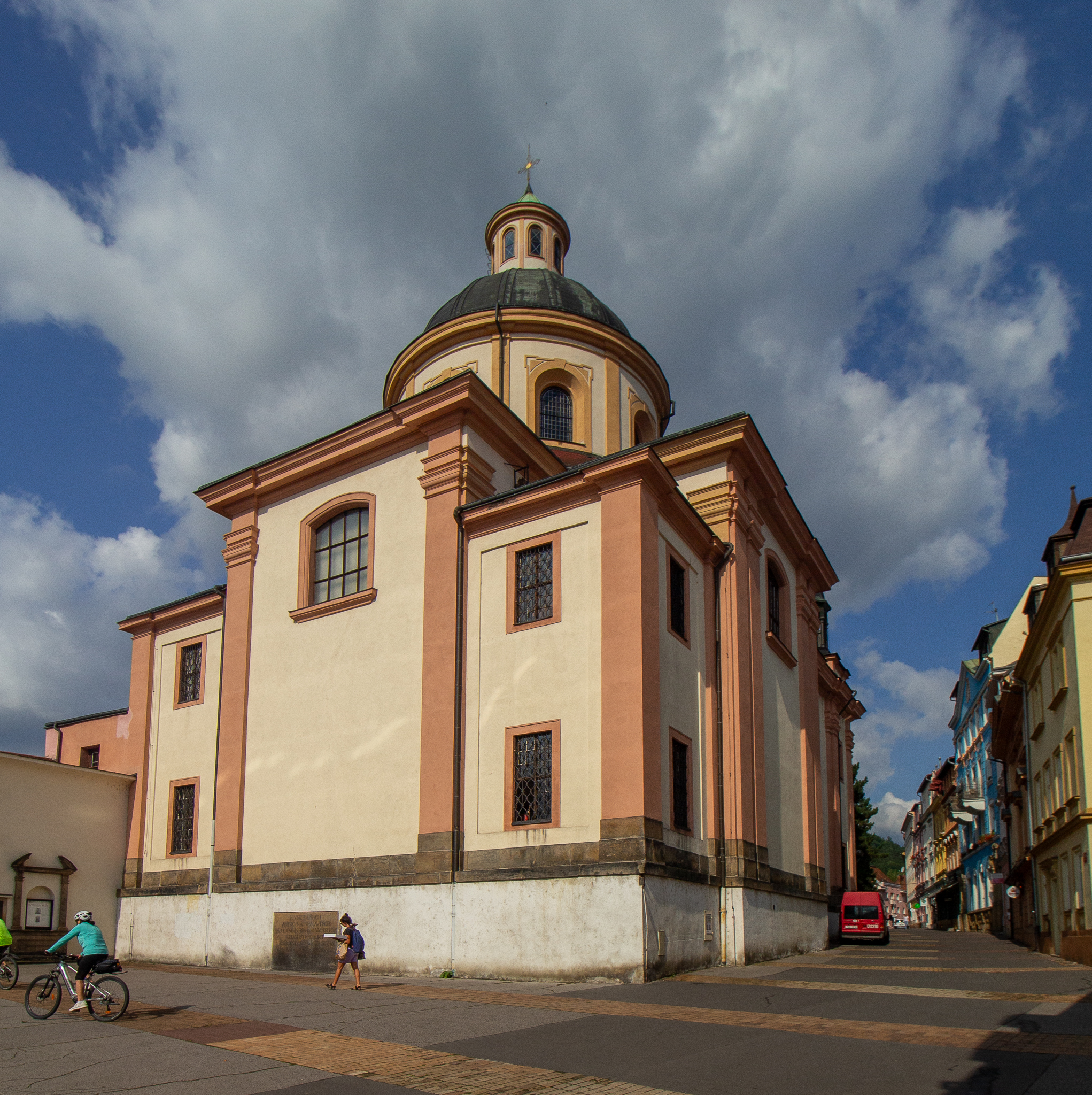
Pohled od východu.

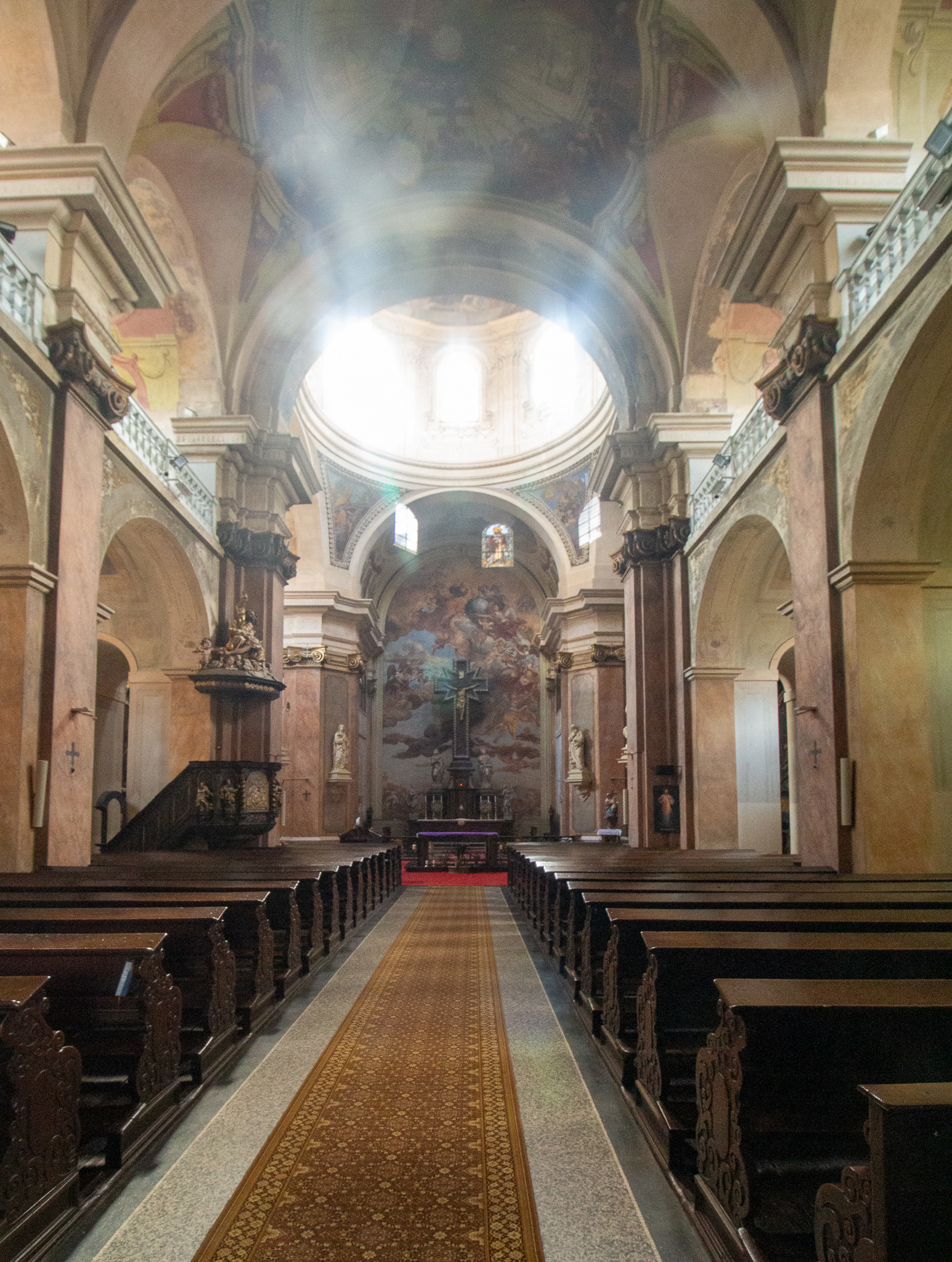
Interiér kostela

Chrámová stavba je raně barokní orientované trojlodí na půdorysu latinského kříže. Lodě navzájem oddělují mohutné pilíře a příčná loď nad jejich křížením je završená kupolí o výšce 39,82 metrů (měřeno až k vrcholu kříže nad kupolí). Nad bočními loděmi jsou vloženy dvě empory. Jižní empora a oratoř jsou určené pro patronátního pána kostela jsou spojeny se zámkem krytou chodbou. V západní části hlavní lodi je vložena kruchta s varhanami. Na východě je stavba sklenuta pravoúhlým presbytářem.
Dispozice stavby a její proporce připomínají vatikánský chrám sv. Petra a salcburské chrámy. Autor projektu není písemně doložen. Starší literatura uvádí jako autora J. B. Santiniho-Aichela. V době výstavby byl však Santini teprve dítětem. Podle nejbližší analogie v konventním kostele sv. Františka řádu křižovníků s červenou hvězdou v Praze bývá za projektanta označován Jan Baptista Mathey, který nedělal stavitele svých projektů.[zdroj?]

### Exteriér
Trojosé západní průčelí je členěno pilastry, nikami a atikou. V nikách jsou umístěny pískovcové sochy sv. Veroniky s veraikonem a sv. Marie Magdalény, na atice uprostřed stojí socha sv. Heleny s křížem mezi čtyřmi anděly, kteří drží nástroje Kristova umučení. Dvě sanktusové věžičky jsou novodobým přístavkem z konce 19. století, který navrhl Josef Mocker. Na portálem hlavního vchodu je plastická kartuše se 4 aliančními znaky, nahoře erb zakladatele kostela Jana Arnošta z Thun-Hohensteinu a pod ním erby jeho tří manželek.

### Interiér
Na hlavním oltáři je vztyčen mohutný kříž vysoký téměř 9 metrů, který vytesal kameník Santin Maderna z hnědého salcburského mramoru, s mramorovým korpusem Krista mezi sochami truchlící Panny Marie, svatého Jana Evangelisty a dvou andělů. Do tohoto krucifixu byl vložen kříž dřevěný, jenž podle legendy zaznamenané kronikou pochází z kostelíka zbudovaného Jankem z Vartenberka. Boční oltáře v příčné lodi jsou dva, pořídila je náboženská bratrstva. Na evangelijní straně stojí Růžencový oltář, který zdobí cyklus oválných obrazů Bolestného růžence, uprostřed je původní obraz Zvěstování Páně, nad ním plastická knížecí koruna, po stranách stojí sochy sv. Josefa s Ježíškem a sv. Jana Nepomuckého. Oltář na epištolní straně s obrazem Piety (Bolestné matky Boží) od děčínského malíře Benedikta Kerna nahradil požárem zničené dílo Karla Škréty. Po stranách je socha žebravého kapucínského mnicha sv. Felixe z Cantalice s nápisem Deo gratias (Bohu díky) na pytli a socha svaté Otýlie s očima na misce. Na stěně vpravo od oltáře je prosklená rakev s miniaturní sochou římského prvomučedníka sv. Severa.
V křížení u nárožních pilastrů pod kupolí stojí na konzolách čtyři dřevěné bíle štafírované sochy evangelistů, vytvořené ve stylu romantismu kolem poloviny 19. století.
Na stěnách postranních lodí jsou zavěšeny čtyři barokní obrazy jezuitských patronů z někdejšího exercicičního domu jezuitů (dvakrát Smrt sv. Františka Xaverského, sv. Alois a Tři mučedníci v Japonsku).
Barokní kazatelna má na stříšce sousoší Obrácení sv. Pavla a na poprsnici reliéfní Pietu mezi soškami čtyř Svatých Otců. Z autorů soch jsou písemně doloženi Abraham Felix Kitzinger a Josef Fischer z Litoměřic. Kostelní lavice jsou rovněž barokní.
Krypta, situovaná pod podlahou presbyteria, obsahuje v rakvích ostatky rodu Thun-Hohenstein. Následně byly uloženy v roce 1995 do této krypty zpopelněné ostatky Thun-Hohensteinů, přenesené z jejich rodinné hrobky v Děčíně-Chrástu.
Do roku 1903 zajišťovaly osvětlení chrámové prostory plynové lampy. Následovala elektrifikace stejnosměrným proudem s trváním do r. 1950. Po tomto roce byla chrámová budova přepojena na třífázový střídavý proud.

### Varhany

#### Původní varhany
Smlouvu na první varhany uzavřel roku 1691 Johann Caspar Neumann, doplaceny byly v roce 1694. Českokamenický mistr Fleck prováděl následné opravy v letech 1708 a 1750. Roku 1787 zde byly postaveny varhany Tomáše Schwarze přestěhované ze zrušeného jezuitského kostela v Litoměřicích. Transfer měl provést varhanář Johann Rusch, starý nástroj darovala vrchnost roku 1795 do kostela sv. Václava v Rozbělesích. Další velké opravy provedli v roce 1806 Anton Rusch, roku 1828 Franz Feller a v roce 1886 bratři Fellerové.

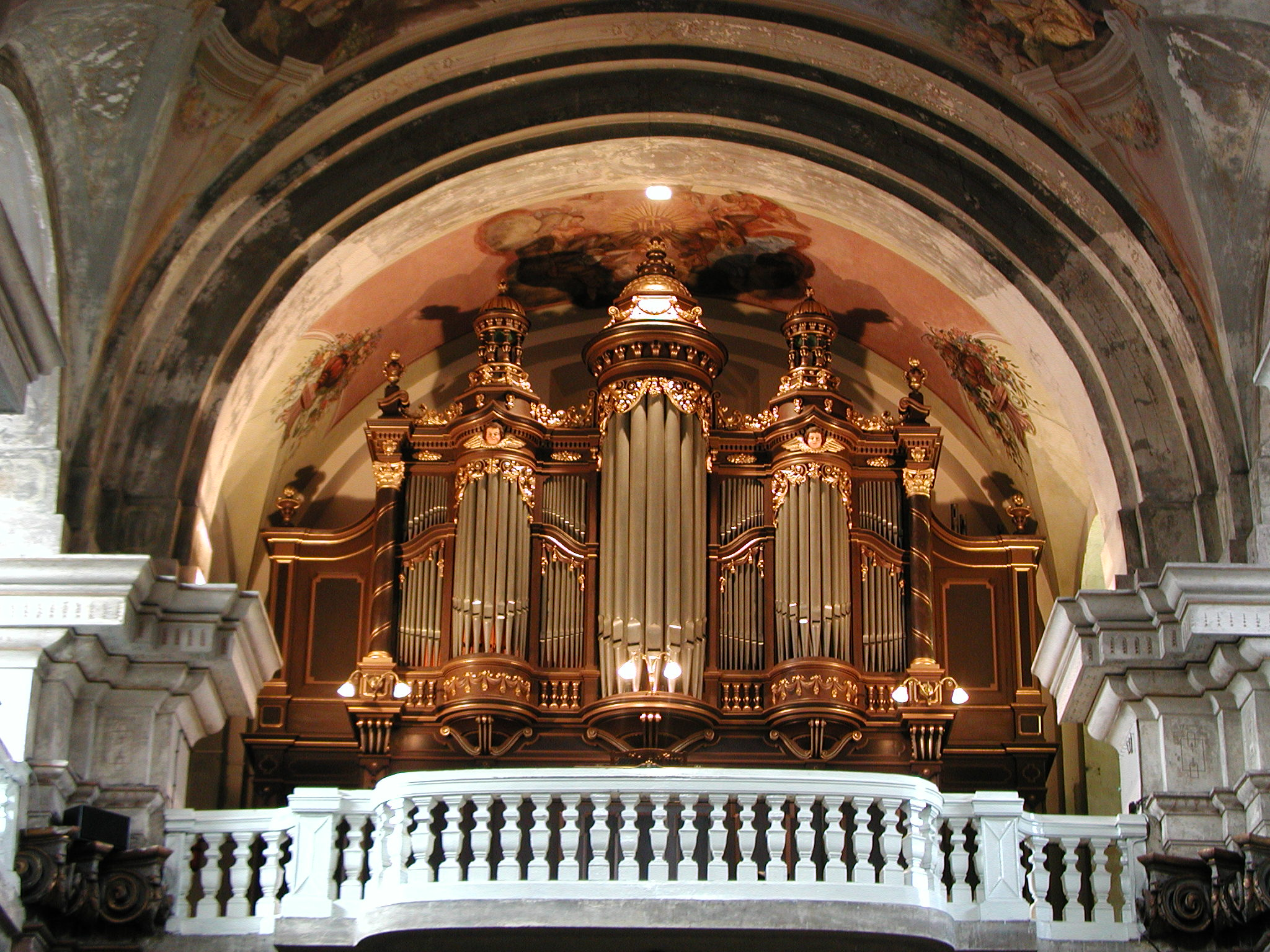
Varhany Rieger, Opus 315, Děčín

#### Současný nástroj
V roce 1890 navštívili tento kostel Otto a Gustav Riegerovi z Krnova (Jägendorfu), aby následně předložili měšťanům projekt stavby nového nástroje. Dokumentace se zachovala do dnešních dnů na pěti listech a s grafickým výkresem situace kůru. Varhany byly na jaře roku 1891 vyskladněny ve výrobním závodě a do Děčína přicestovaly železnicí. Před montáží musel být stavebně zvětšen kůr podle dispozic firmy Rieger. Stavba varhan na místě trvala od 15. května do 20. července. Kolaudovány a vysvěceny byly 14. září, za působnosti duchovního správce R.D. Antona Kropsbauera. Celková cena díla činila 7050 zlatých.
Nástroj je umístěn v barokní skříni a jeho dispozice je plně romantická. Obsahuje 26 plně znějících rejstříků, rozdělených do dvou manuálů a pedálu. Traktura pro hlavní stroj (Hauptwerk) je polopneumatická s použitím tzv. Barkerovy páky. Traktura pro II. manuál (Oberwerk) a pedál je plně mechanická pomocí abstraktových táhel. Vzdušnice jsou kuželkové s mechanickou trakturou.[zdroj?] Rozsah manuálů je 54 tónů, pedálu 27, celkový počet píšťal varhan je 1658. Rejstříková manubria obsahují originální keramické popisky, k dispozici jsou čtyři kolektivy (p, mf, f, ff) ovládané šlapkou, mechanický crescendový válec a pneumatické spojky II/I, II/P a I/P. Opusové číslo dle porcelánového štítku na hracím stole je 315.
Podle dochovaných záznamů první poválečnou opravu provedla firma Organa roku 1949. Později bylo do nástroje přidáno pneumatické tremolo a vyrobena žaluziová skříň pro II. manuál. Na začátku 20. století pak tatáž firma provedla generální rekonstrukci nástroje, jež byla zakončena slavnostním posvěcením varhan 20. září 2003 biskupským delegátem, děčínským vikářem Alexejem Balážem. V roce 2004 byl nástroj zapsán jako Kulturní památka ČR pod č. MK 2703/2004.

##### Dispozice současných varhan
| I. manuál (Hauptwerk) |     |
| Bourdon               | 16' |
| Principal             | 8'  |
| Flüte harmonique      | 8'  |
| Gedakt                | 8'  |
| Gamba                 | 8'  |
| Octave                | 4'  |
| Fugara                | 4'  |
| Rauschquinte 2×       | 2'  |
| Cornet 4×             |     |
| Mixtura 5×            |     |
| Trompette             | 8'  |

| II. manuál (Oberwerk) |    |
| Geigenprincipal       | 8' |
| Rohrflüte             | 8' |
| Salicional            | 8' |
| Aeoline               | 8' |
| Vox celestis          | 8' |
| Gemshorn              | 4' |
| Traversflöte          | 4' |
| Mixtur 3×             | 2' |
| Clarinette            | 8' |

| Pedál        |     |
| Principalbas | 16' |
| Subbas       | 16' |
| Violon       | 16' |
| Octavbas     | 8'  |
| Cello        | 8'  |
| Posaune      | 16' |

| Ostatní                                    |
| crescendový válec                          |
| spojky I/P, II/P, II/I                     |
| zapínač jazykových registrů (rohrwerk ein) |
| volná kombinace                            |
| pevné kolektivy mf, f, ff                  |

##### Technické parametry
Celkový počet píšťal 1658. Počet tónů: manuály 54, pedál 27.
Sestava smíšených hlasů: Mixtur 5fach: C1, g1, c2, g2, c3. Cornet 4fach: 8´, 4´, 2 2/3´, 1 3/5´. Mixtur 3fach. Rauschquinte 2fach.
Délka největší píšťaly Principal 16´ – C = 4800 mm (jeho nejmenší f4 = 248 mm), objem 284 dm³. Délka nejmenší píšťaly Mixtur 3fach = 45 mm.
Rovnoměrná ladící temperatura, a1 = 440 Hz při teplotě 18 stupňů Celsia. Ladící báze: Octave 4´. Provozní tlak: 100 mm WS (1 mm WS = 9,82 Pa)
Pohonná jednotka: Laukhuff GR21L, výrobce Aug. Laukhuff GmbH & Co, BRD, rok výroby 1991, výrobní číslo Nr15144, tlak 120 mm WS, 2800 ot/min, 21 m³/min. Regulace tlaku škrticí klapkou v hlavním vzduchovodu. Podružný energorozváděč pro varhany: U = 3×400 V 50 Hz, nadproudová ochrana 4/2,3 A, tepelná ochrana, ochrana proti zpětnému chodu. Umístění v tlumící skříni (výrobce varhanář Jiří Chrastina, Krnov 2013), zevnitř obloženou samozhášecí tlumící hmotou typ 342815.
V roce 2018 byl proveden servisní zásah v nástroji – výměna vratných per v Barker systému, provedeno nové obložení vačky crescenda a dokončena repase průrazného rejstříku Clarinette 8´ varhanářem Ivanem Bokem z Krnova a jeho spolupracovníky. Nově byly naintonovány smykavé rejstříky (Gamba 8´, Fugara 4´a Cello 8´), přeintonován Cornet I. manuálu a Mixtur II. manuálu.

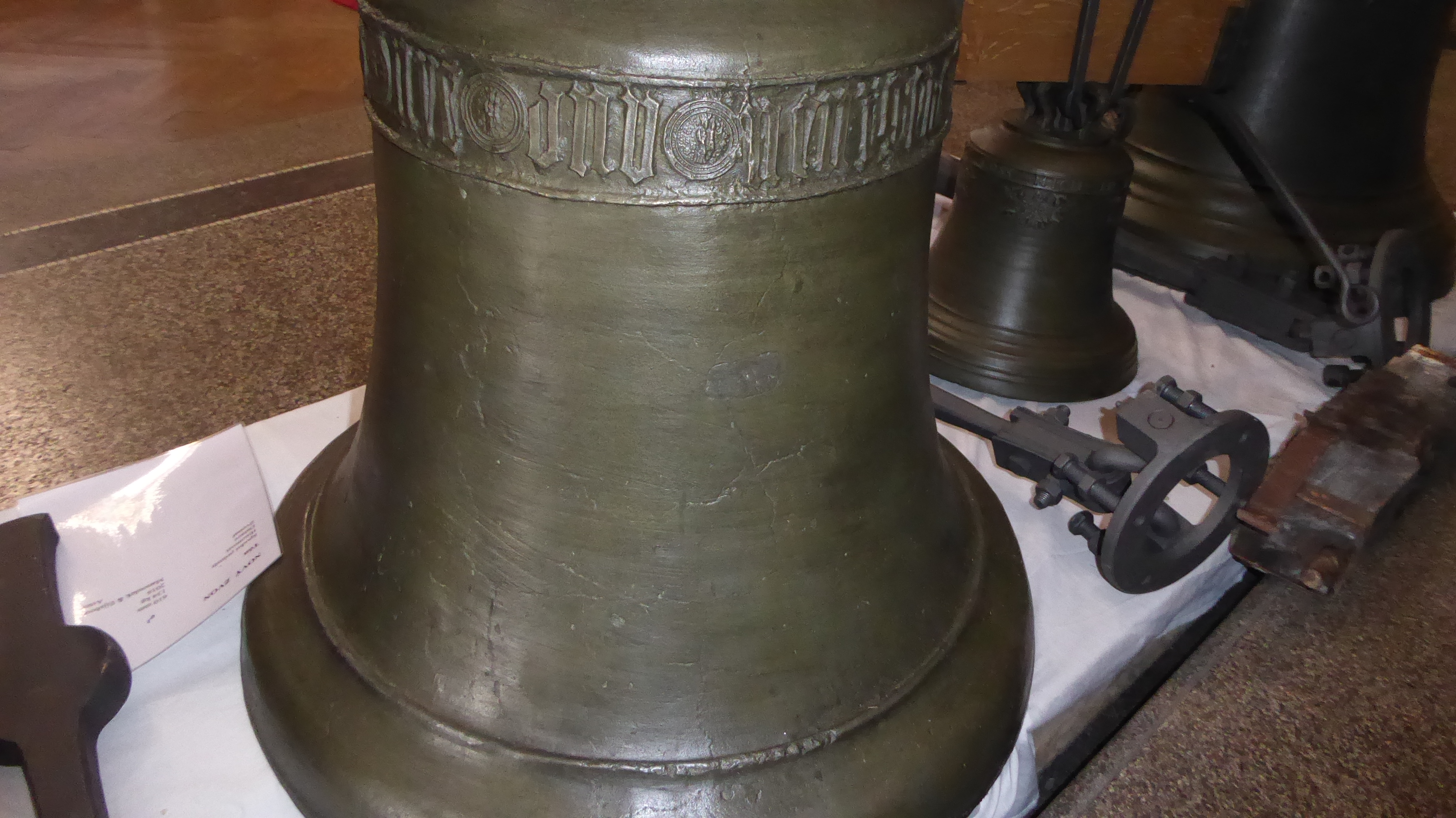
Zvon chrámu Povýšení sv. Kříže Děčín z 15. stol., zvonař neznámý

### Zvony chrámu Povýšení sv. Kříže
Nejstarší zvon pochází z 15. století neznámého autora, na tomto kostele je nepůvodní, po II. světové válce byl zavěšen náhradou za rekvírované zvony. Rekvizice v r. 1942 zasáhla tři zvony, odlité v roce 1927 zvonařem Richardem Heroldem z Chomutova. Koruna je šestiramenná s maskarony, srdce hruškové, síla věnce 60 mm. V roce 2016 byl tento zvon zrestaurován zvonařem Petrem Rudolfem Manouškem a jeho příslušenství uměleckými kováři otcem a synem Fialovými. Hmotnost bez příslušenství (tj. bez srdce a závěsné armatury) činí 225 kg, základní tón c2, spodní průměr 705 mm. Ovládání ruční. Parametry: Kmitočet 528 Hz, spodní oktáva d1, tercie e2, kvinta g2, duodecima a3.
Zvon Wenzela Pernera z Plzně pochází z roku 1850. Jeho umístění na chrámu Povýšení sv. Kříže je opět nepůvodní, po II. světové válce byl zavěšen náhradou za rekvírované zvony. Rekvizice zasáhla tři zvony, odlité v roce 1927 zvonařem Heroldem v Chomutově. Koruna šestiramenná hladká, srdce ploché, síla věnce 55 mm. V roce 2016 byl zvon zrestaurován zvonařem Petrem Rudolfem Manouškem. Příslušenství vyrobili umělečtí kováři otec a syn Fialovi. Hmotnost bez příslušenství činí 279 kg, základní tón h1, spodní průměr 755 mm. Ovládání ruční. Parametry po restaurování: Kmitočet 506 Hz, spodní oktáva d1, tercie dis2, kvinta g2, decima e3. Tento zvon je umístěn v prostorách teras děčínského Zámku.

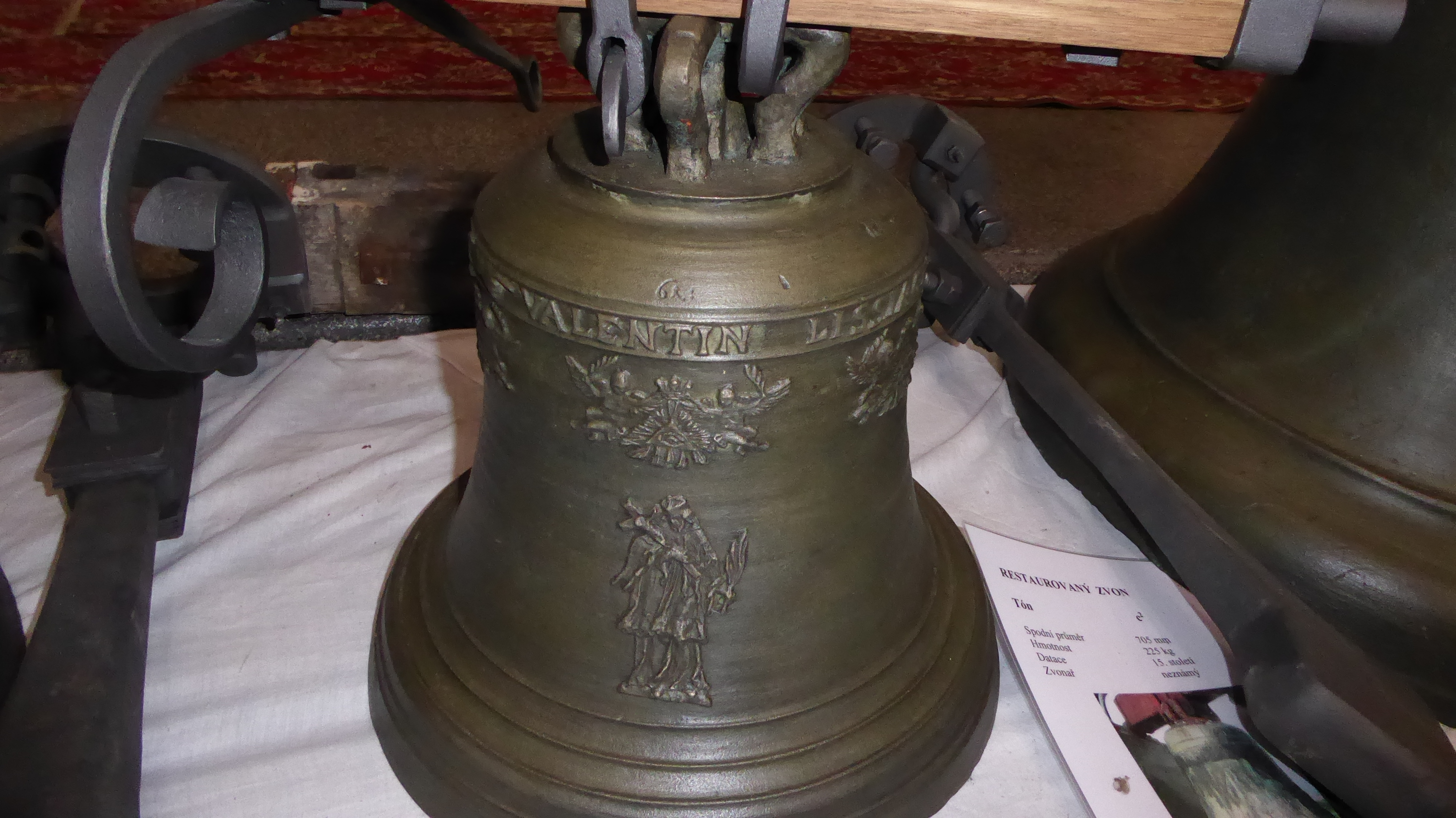
Zvon Valentina Lissiacka z roku 1748

Zvon Valentina Lissiacka byl odlit v roce 1748, zavěšen je na severní straně chrámu nad sakristií. Používán jako sanktusník s ručním ovládáním ze sakristie. Je nejmenším zvonem tohoto chrámu: Hmotnost bez příslušenství činí 32 kg, základní tón nárazový cis3, spodní průměr 360 mm, síla věnce 31 mm. V roce 2016 byl zrestaurován Petrem Rudolfem Manouškem. Příslušenství vyrobili umělečtí kováři otec a syn Fialovi. Parametry po zrestaurování: Kmitočet 1070 Hz, spodní oktáva e2, tercie fis3, kvinta ais3.

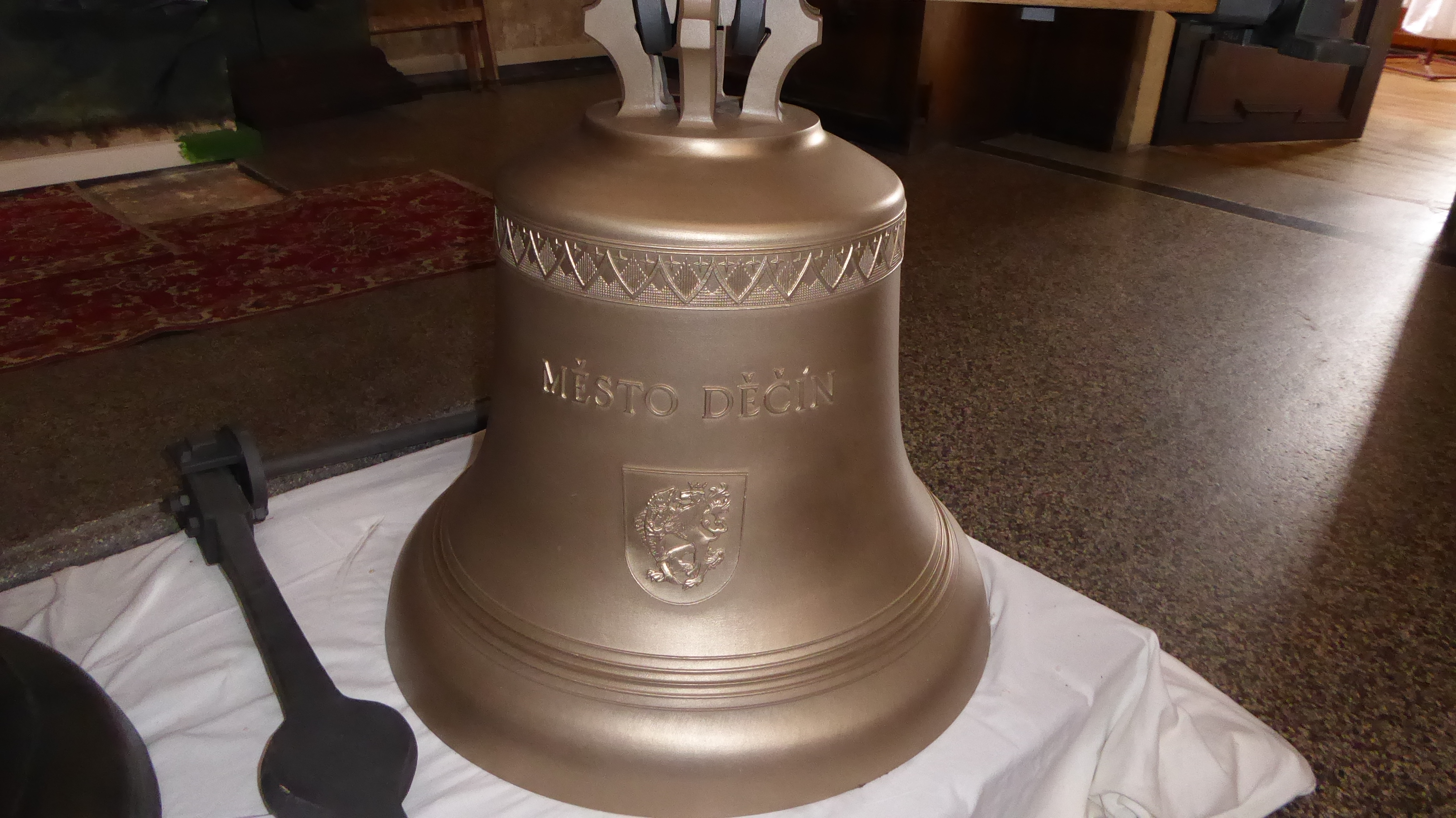
Zvon Město Děčín 2016

Zvon Město Děčín byl odlit na objednávku Statutárního města Děčína roku 2016 v holandském Astenu zvonaři Manoušek & Eijsbouts. Název zvonu: MĚSTO DĚČÍN spolu s heraldickým znakem dvouocasého lva svírajícího parmu. Hmotnost 134 kg, základní tón e2, kmitočet 642 Hz, spodní oktáva e1, tercie g2, kvinta h2, vrchní oktáva e3, decima a3, duodecima h3. Síla věnce 40 mm, spodní průměr 610 mm. Obuškové kované srdce, zavěšené na kůži. Valivá ložiska s litinovými tělesy. Zavěšen na společné zvonové stolici se zvonem z 15. století na stolici severní chrámové zvonice. Ovládání elektrické (MOVOTRON).
Všechny čtyři zvony byly slavnostně posvěceny 26. listopadu 2016 litoměřickým biskupem Janem Baxantem, za účasti primátorky města Marie Blažkové a jejích náměstků. Opětovné zavěšení bylo provedeno 16. března 2017.

## Kaple Panny Marie Sněžné

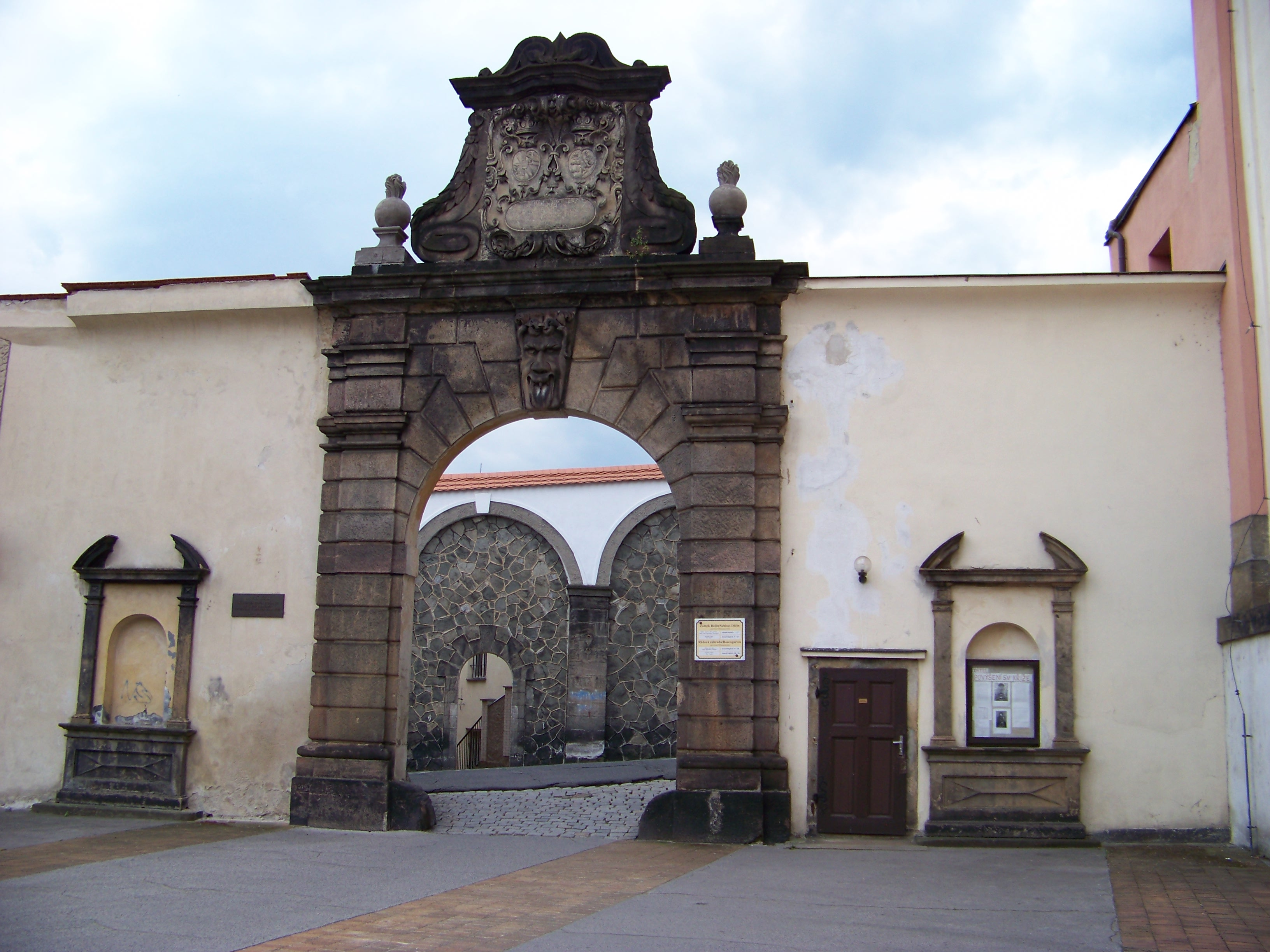
Po pravé straně brány vstupní dveře do kaple P. Marie Sněžné

Ke kostelu a ke stěně lemující Dlouhou jízdu byla druhotně přistavěna kaple Panny Marie Sněžné zvláštního lichoběžníkového půdorysu. Kaple tohoto zasvěcení prý kdysi stávala na hřbitově u kostela sv. Václava a Blažeje a sem byla přenesena roku 1749 po velkém požáru města. V roce 1752 sem byla z římského kostela Santa Maria Maggiore přivezena kopie obrazu Panny Marie, posvěcená papežem Benediktem XIV. Kaple tím získala na významu, stala se regionálním poutním místem a na začátku 20. století byla zařazena mezi jedno ze 40 mariánských poutních míst litoměřické diecéze. Obraz Panny Marie byl součástí hlavního oltáře do roku 1978. V tomto roce proběhla stavební rekonstrukce spolu s elektroinstalací a výmalbou. Pro napadení dřevokazy byl hlavní oltář spolu se třemi dřevěnými zpovědnicemi zlikvidován. Nově pořízen obětní stůl. V roce 2006 proběhla oprava střešních trámů a krovů, zpřístupněna spojovací chodba mezi Zámkem a oratoří chrámu a ústřední obraz Panny Marie byl zavěšen na zrekonstruovanou čelní stěnu. Od roku 2016 je oratoř součástí zámecké expozice sakrálních předmětů farnosti Děčín I.

### Harmonium

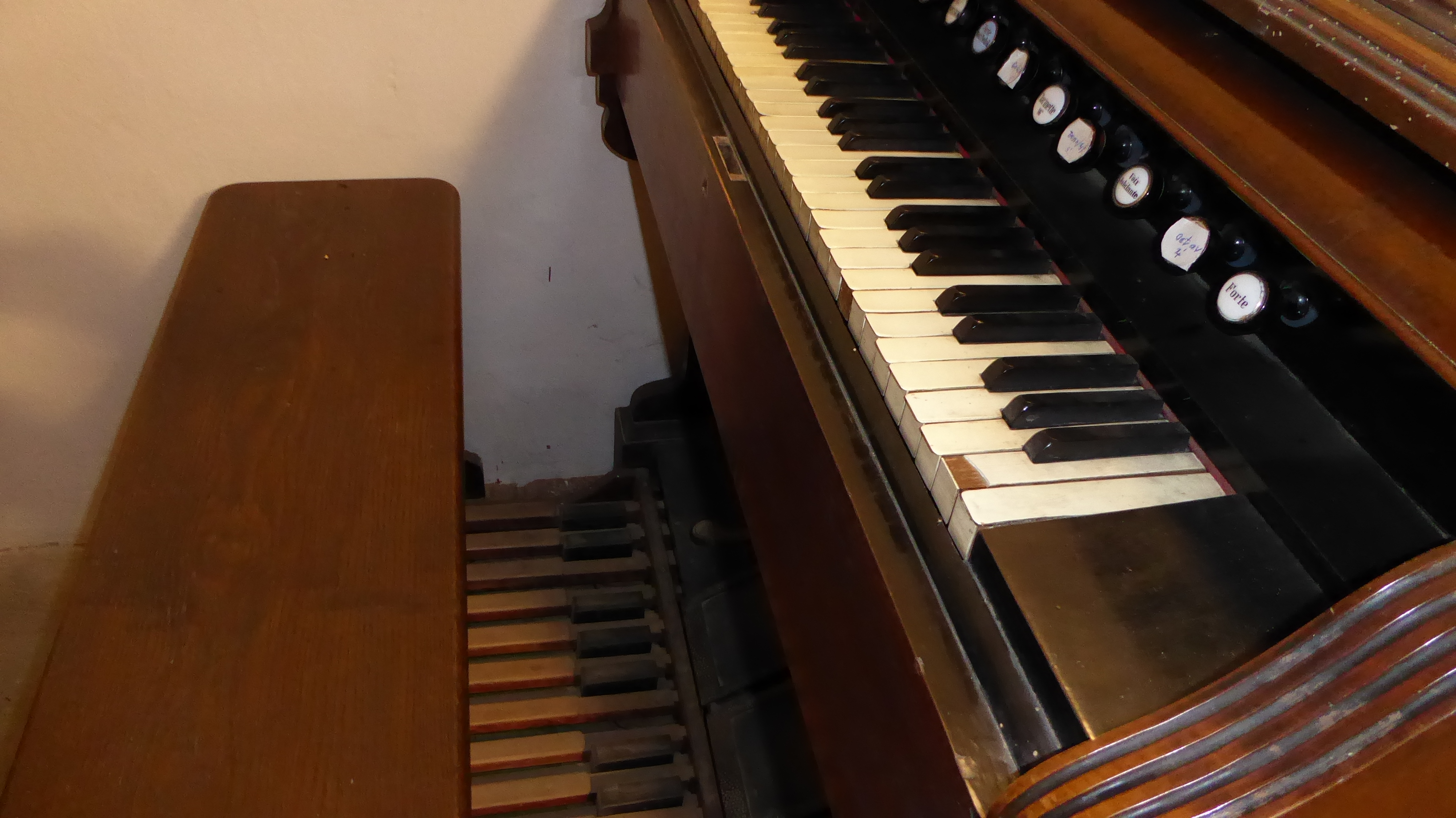
Harmonium v děčínské kapli Panny Marie Sněžné

Součástí mobiliáře děčínské kaple Panny Marie Sněžné je i historické jednomanuálové harmonium s osmi rejstříky a jednorejstříkovým pedálem. Poslední oprava v roce 1980. Dispozice: Piano 8´, Principal 4´, Bourdon 16´, Diapason 8´, Gedakt 8´, Clarinette 16´, Vox Jubilante 2´, Octav 4´. Pedál: Bombardon 16´. Pomocná zařízení: Forte levá strana, Forte pravá strana, Forte pour pedal, Tremollo, F a FF pomocí manubrií nebo nožních šlapek. Dvoupedálové ovládání provozního vzduchu, včetně táhla pro pomocného kalkanta na pravé straně. Nástroj je přisuzován staviteli Schiedmayerovi.

## Kostel a Wikipedie

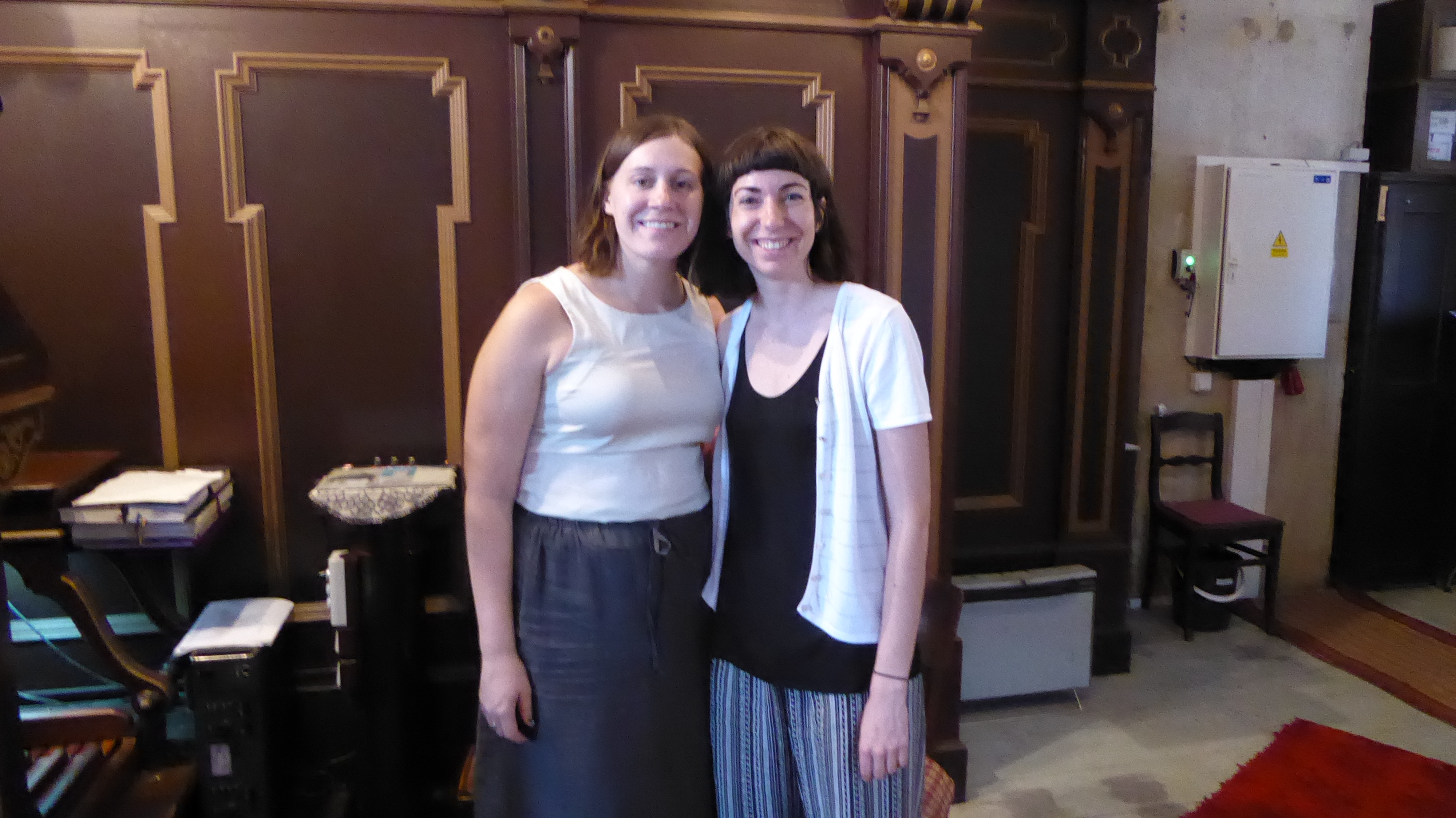
Wikipedistky z USA

21. června 2017 navštívily Děčín dvě čelné[zdroj⁠?!] představitelky Wikimedia Foundation z New Yorku a San Francisca. Po dobu necelých dvou hodin jednaly s ředitelem chrámové hudby Janem Záhorou st. o dokumentech zveřejňovaných na Wikipedii, vztahujících se k chrámu Povýšení sv. Kříže v Děčíně. Jejich autor byl vysoce hodnocen[zdroj⁠?!] za dlouholetou badatelskou činnost v oblasti zdejšího varhanního nástroje a též chrámových zvonů. Své poznatky porovnávaly se svými zjištěními a zájem projevily i o farní excurrenda, opět se specifickým zaměřením na varhany současné i zaniklé. Celé odborné setkání bylo vedeno ve slovenštině a byla z něho zpracována obsáhlá zpráva s fotodokumentací.